# 龙泉景天
龙泉景天（学名：Sedum lungtsuanense）为景天科景天属的植物，为中国的特有植物。分布于中国大陆的浙江、福建等地，生长于海拔700米的地区，目前尚未由人工引种栽培。